# Quận Isanti, Minnesota
Quận Isanti là một quận thuộc tiểu bang Minnesota, Hoa Kỳ.
Theo điều tra dân số của Cục điều tra dân số Hoa Kỳ năm 2000, quận có dân số 37.816 người. Quận lỵ đóng ở Cambridge. Isanti lấy theo tên Sioux name nghĩa là "dao"..

## Địa lý
Theo Cục điều tra dân số Hoa Kỳ, quận có diện tích 1171 km2, trong đó có 41 km2 là diện tích mặt nước.

### Các xa lộ chính
- Minnesota State Highway 47
- Minnesota State Highway 65
- Minnesota State Highway 95
- Minnesota State Highway 107

### Quận giáp ranh
- Quận Kanabec (bắc)
- Quận Pine (đông bắc)
- Quận Chisago (đông)
- Quận Anoka (nam)
- Quận Sherburne (tây nam)
- Quận Mille Lacs (tây bắc)